# 尾張一宮車站
尾張一宮車站（日语：／ Owari-ichinomiya eki */?）是由東海旅客鐵道（JR東海）所經營的鐵路車站，位於日本愛知縣一宮市榮三丁目，是東海道本線沿線的車站之一，也是所在地一宮市的主車站，設有綠窗口。尾張一宮車站與名古屋鐵道（名鐵）名古屋本線的名鐵一宮車站雖然名稱不同，但實際上兩站卻是緊鄰在旁且有通道互相連結，比較特殊的是，JR東海與名鐵所屬的兩個站區原本是共構設計的，但在車站改為高架化的同時卻反而將兩家業者的檢票口分離，而成為相連的兩個獨立站區，但並沒有減損轉乘的便利性。
尾張一宮在1886年初設站時，原稱一之宮車站（一ノ宮駅），但在1916年時因為避免重名的理由，冠上愛知縣西部的古代令制國「尾張」，而改名為尾張一之宮（尾張一ノ宮駅），而在同時與其重名的外房線一之宮車站也冠上千葉縣古令制國「上總」，而改名為上總一之宮（上総一ノ宮駅），之後站名又於1952年時簡化為目前所使用的尾張一宮，但在日文中其實際發音並沒有改變。

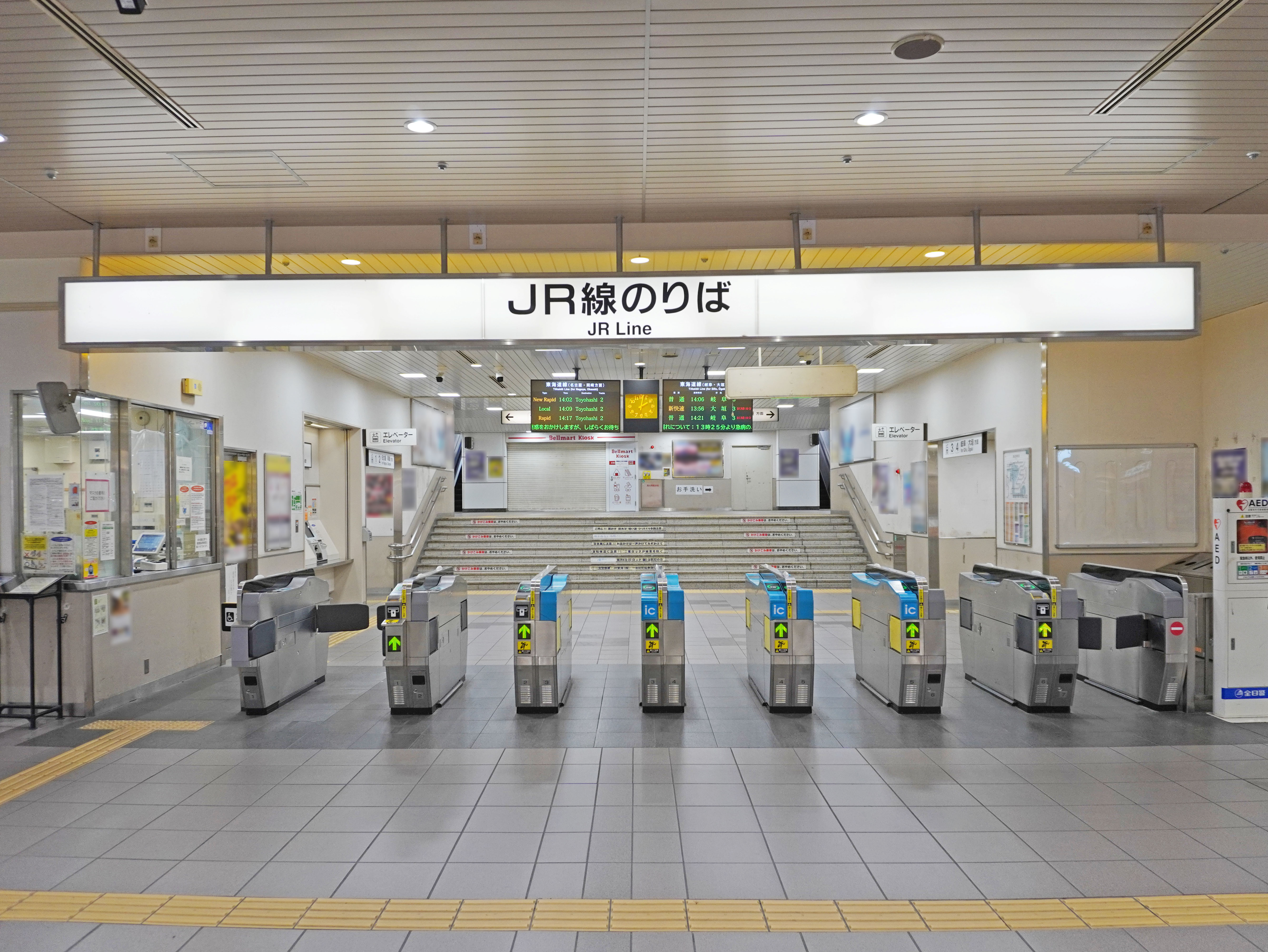
驗票口(2022年11月)

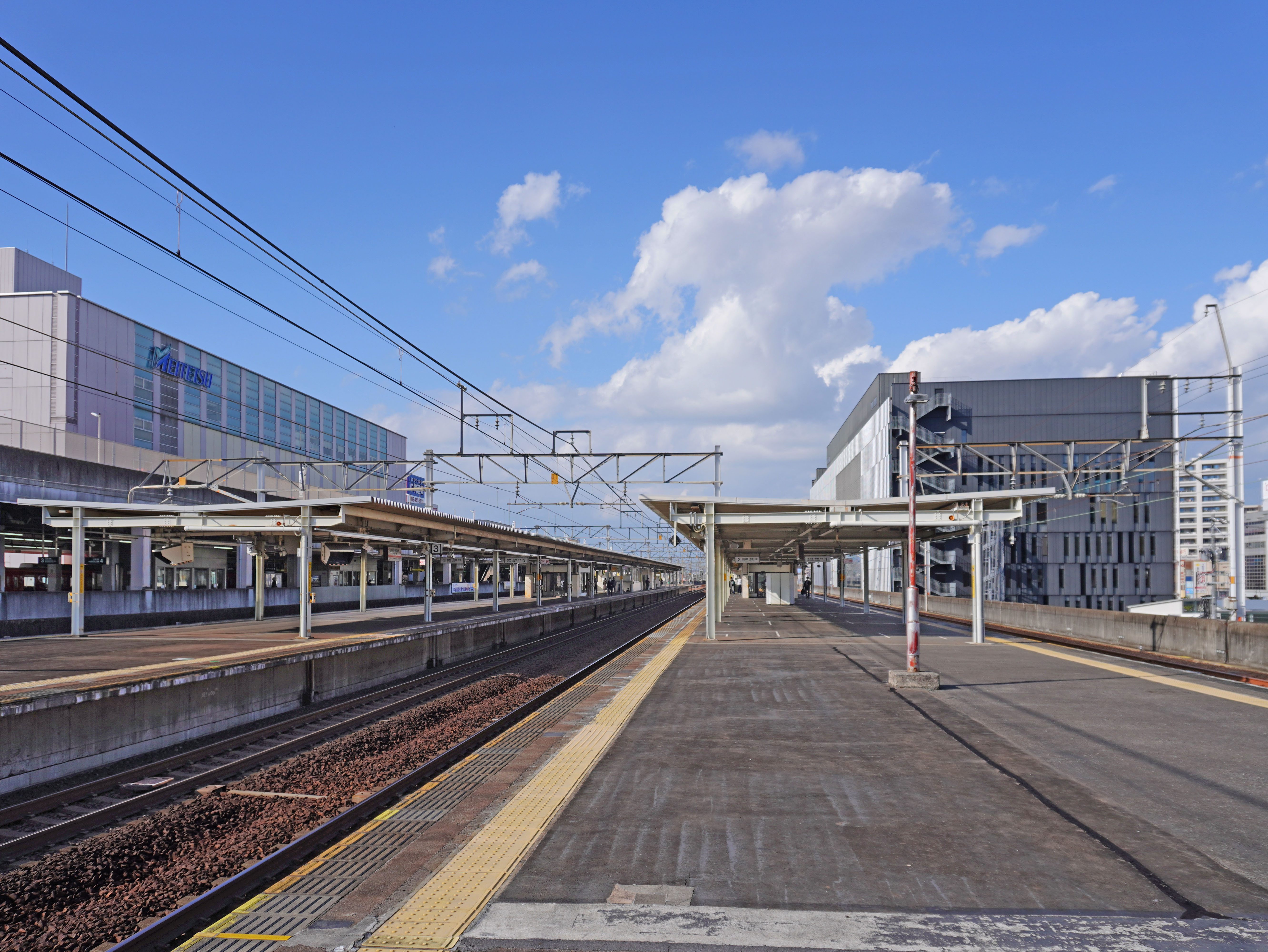
月台(2022年11月)

## 車站結構
本站為島式月台2面4線的高架車站。

### 月台配置
| 月台 | 路線       | 方向 | 目的地           |
| ---- | ---------- | ---- | ---------------- |
| 1、2 | 東海道本線 | 上行 | 名古屋、岡崎方向 |
| 3、4 | 東海道本線 | 下行 | 岐阜、大垣方向   |

### 配線圖
|                                 | ↑ 津島方向 ↑玉之井方面              |                             |
| ← 名鐵名古屋 方向 ← 名古屋 方向 | 名鐵一宮站、尾張一宮站 構內配線略圖 | → 名鐵岐阜 方向 → 岐阜 方向 |
| 图例 参考文献：                 |                                     |                             |

## 使用情況
根據「愛知縣統計年鑑」，2017年度1日平均上車人次為27,123人。近年1日平均上車人次如下表。
| 年度   | 1日平均 上車人次 |
| ------ | ---------------- |
| 1995年 | 20,953           |
| 1996年 | 22,554           |
| 1997年 | 22,673           |
| 1998年 | 22,875           |
| 1999年 | 22,846           |
| 2000年 | 23,515           |
| 2001年 | 23,940           |
| 2002年 | 24,124           |
| 2003年 | 24,425           |
| 2004年 | 24,566           |
| 2005年 | 25,362           |
| 2006年 | 25,681           |
| 2007年 | 26,293           |
| 2008年 | 26,665           |
| 2009年 | 26,306           |
| 2010年 | 26,255           |
| 2011年 | 26,008           |
| 2012年 | 25,699           |
| 2013年 | 26,303           |
| 2014年 | 26,091           |
| 2015年 | 26,435           |
| 2016年 | 26,809           |
| 2017年 | 27,123           |

## 相鄰車站
東海旅客鐵道
 東海道本線
- 特急「飛驒」「白鷺」停車站（只限部分「飛驒」）、「Home Liner大垣」「Home Liner關原」停車站

■特別快速、■新快速、■區間快速
名古屋（CA68）－尾張一宮（CA72）－岐阜（CA74）
■快速
名古屋（CA68）－（部分停靠稻澤）－尾張一宮（CA72）－岐阜（CA74）
■普通
稻澤（CA71）－尾張一宮（CA72）－木曾川（CA73）

### 來源
1. 1 2  駅構内の案内表記。これらはJR東海公式サイトの各駅の時刻表 （页面存档备份，存于）で参照可能（駅掲示用時刻表のPDFが使われているため。2015年1月現在）。
2. ↑  川島令三、『東海道ライン 全線・全駅・全配線 第5巻 名古屋駅 - 米原エリア』、p.11、 講談社、2009年7月、ISBN 978-4062700153
3. ↑  電気車研究会、『鉄道ピクトリアル』通巻第816号 2009年3月 臨時増刊号 「特集 - 名古屋鉄道」、巻末折込「名古屋鉄道 配線略図」
4. ↑  大阪駅発着の特急「しなの」は通過。

## 外部連結
- 尾張一宮 - 東海旅客鐵道